# 運輸施設整備事業団
運輸施設整備事業団（うんゆしせつせいびじぎょうだん、英称：Corporation for Advanced Transport and Technology、略称：CATT） は、かつて存在した事業団の一つである。
1997年2月の閣議決定に基づき、運輸施設の効率的な整備等を推進する観点から、船舶整備公団と鉄道整備基金（旧・新幹線鉄道保有機構）とを統合することとなり、1997年6月13日に「運輸施設整備事業団法」が公布され、両法人の業務に加え、新たに運輸技術に関する基礎的研究支援業務を追加し、同年10月1日に設立された。
2001年3月1日には、造船所の買収や高度船舶技術開発への技術支援等を行っていた造船業基盤整備事業協会の業務を一部承継した。
2001年12月、日本鉄道建設公団と統合の上で独立行政法人化する事が閣議決定。その後、2003年10月1日、独立行政法人鉄道建設・運輸施設整備支援機構に業務を承継し、解散した。
設立当初は船舶整備公団の所在地であった東京都千代田区に事務所があったが、1988年7月の「国の行政機関等の移転について」の閣議決定に基づき、2002年3月10日に神奈川県横浜市に移転した。